# Covarrubias
Pour les articles homonymes, voir Covarrubias (homonymie).
Covarrubias est un village dans la province de Burgos (Espagne). Il est habité par environ 530 personnes en 2023.

## Situation
Covarrubias est un village historique, bâti en bordure de la rivière Arlanza. Jadis, il portait le nom de Colenda et se situait dans la province romaine de la Tarraconaise.

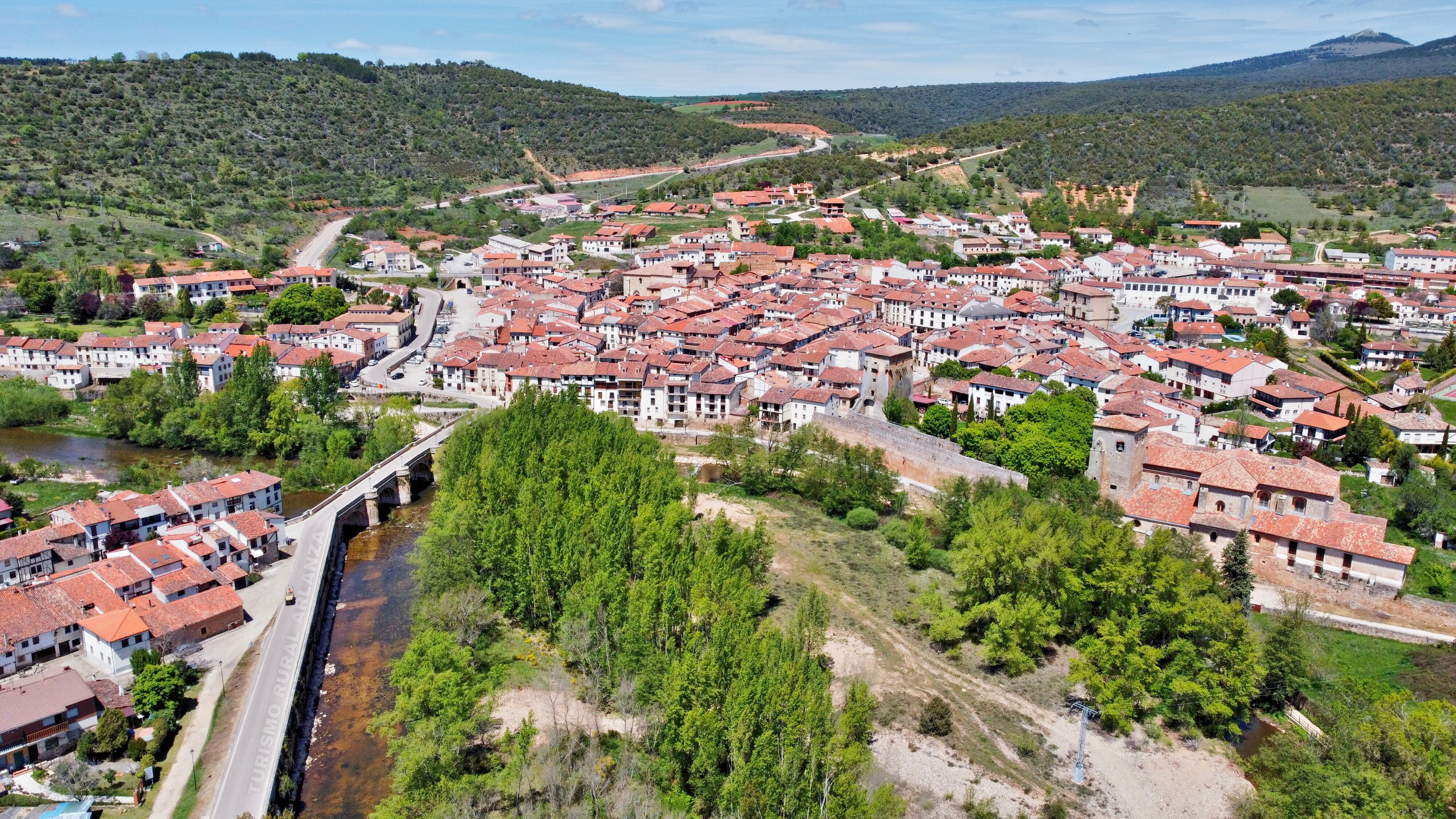
Vue aérienne de Covarrubias avec la rivière Arlanza.

## Édifices
À l'abri des remparts, se nichent un palais Renaissance, des maisons à colombage, l'église San Tomè et la collégiale Saint-Côme et Saint-Damien (Colegiata San Cosme y San Damian).

### Collégiale Saint-Côme et Saint-Damien

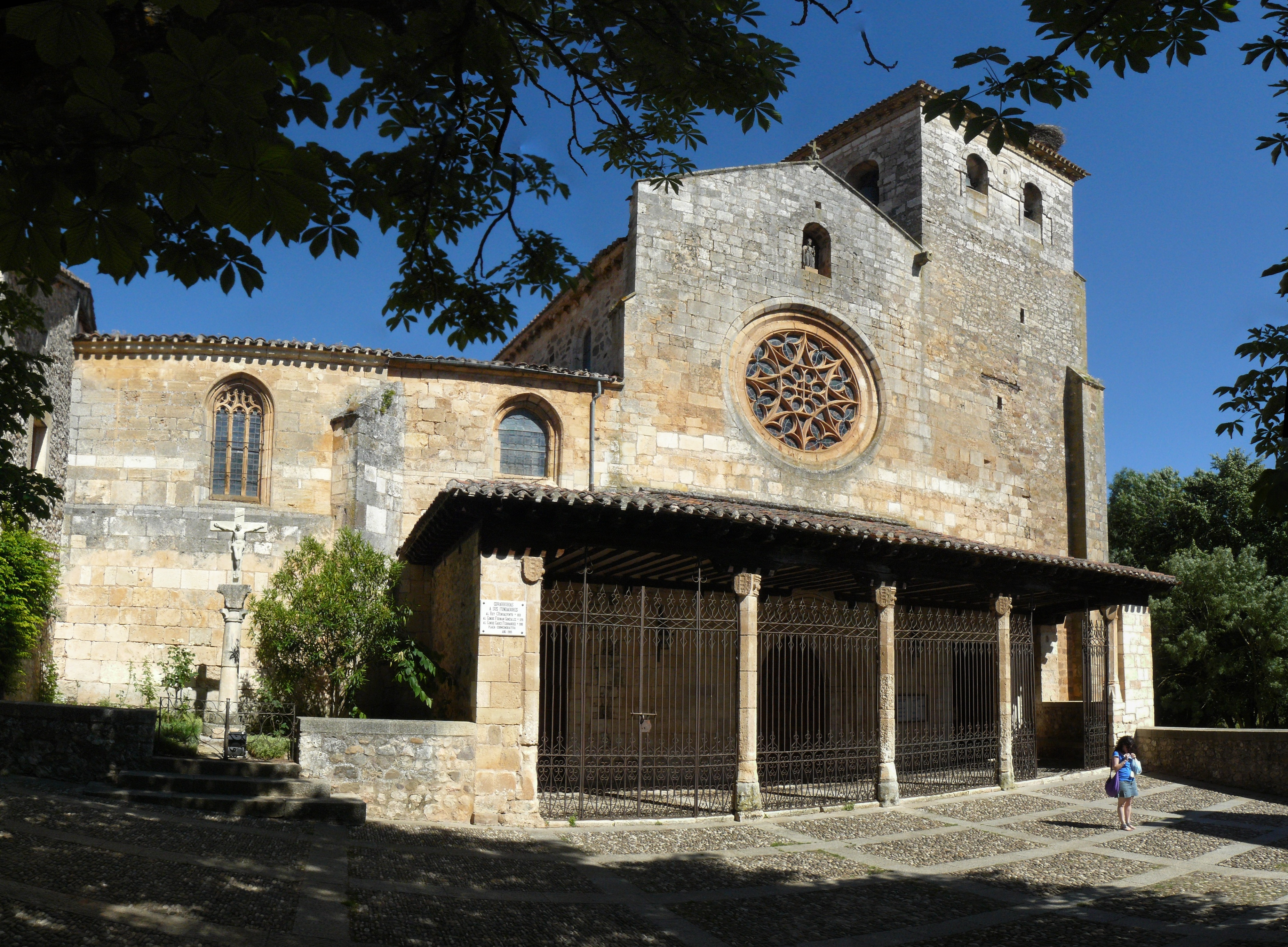
Façade ouest, tour et portique de la collégiale.

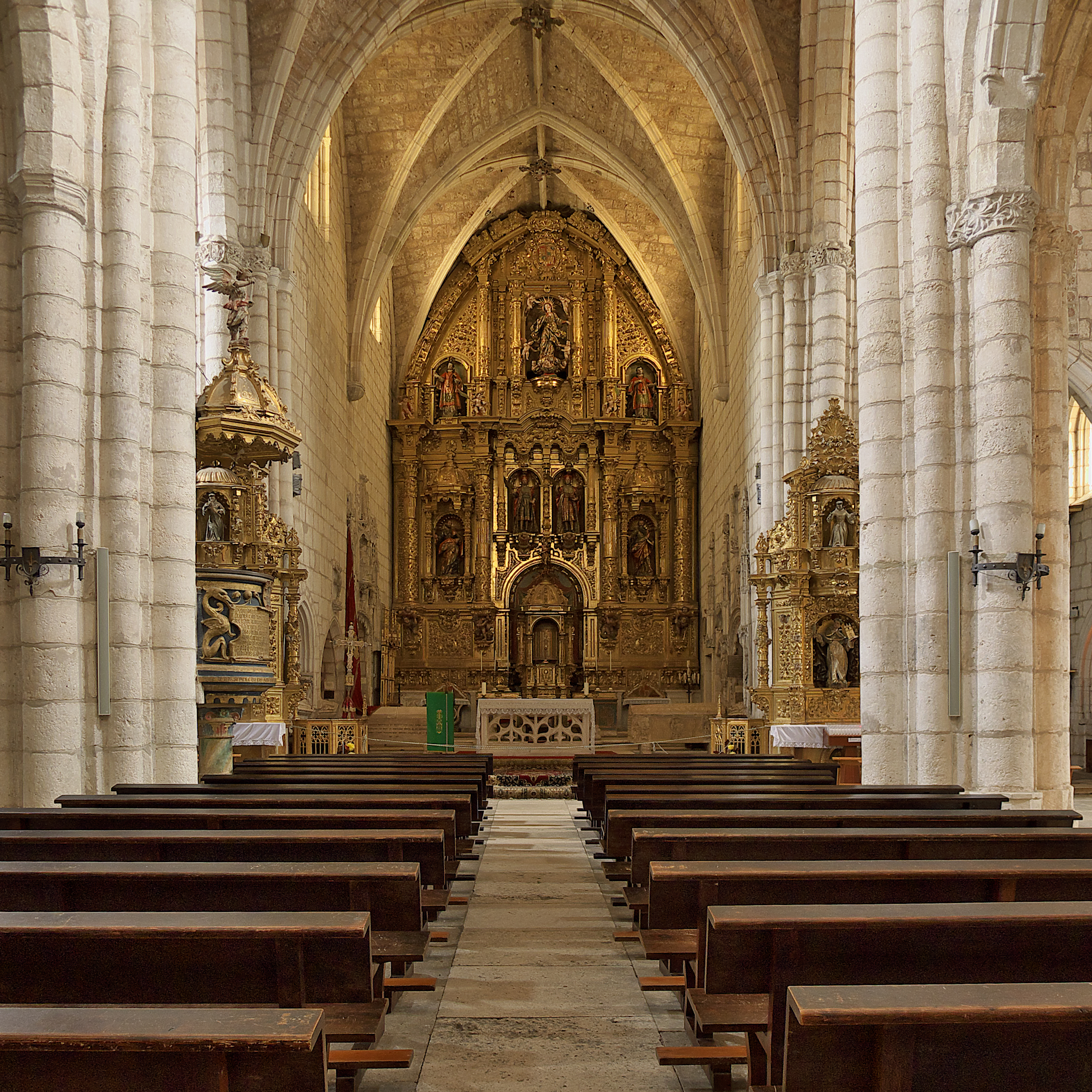
La nef avec le retable du maître-autel de l'église.

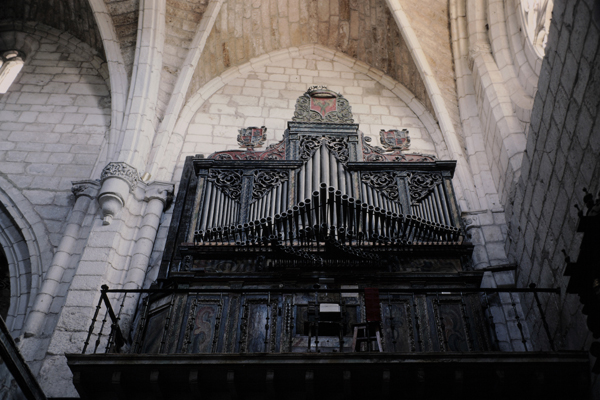
L'orgue.

Construite au XVe siècle, la collégiale Saint-Côme et Saint-Damien possède 3 nefs et 4 chapelles latérales. Avec le cloître attenant, datant du XVIe siècle, l'église forme un bel ensemble gothique et renferme le plus vieil orgue de Castille encore en fonctionnement. Construit en 1620 par Agustin Merino de la Rosa, l'instrument fut reconstruit dans sa partie instrumentale en 1700 par Diego de Orio Tejada. Laissé longtemps à l'abandon, cet orgue fut redécouvert dans les années 1950 par l'organiste français Francis Chapelet qui le fit restaurer de 1960 à 1970 par les facteurs d'orgues Pierre Chéron, Patrice Bellet et Daniel Birouste.
Véritable panthéon, la collégiale abrite une trentaine de tombeaux médiévaux, dont ceux de Ferdinand González et de son épouse Doña Sancha (grands personnages de l'histoire locale, artisans de l'autonomie castillane au Xe siècle, inhumés dans des sarcophages de réemploi d'époque romaine) et le tombeau de la princesse norvégienne Christina, qui épousa en 1258 l'infant Philippe de Castille, frère du roi Alphonse X.

Le musée-Trésor comporte une riche collection de sculptures, d'orfèvrerie, de vêtements ecclésiastiques et de peintures primitives. Parmi ces chefs-d’œuvre, on peut remarquer un triptyque du XVe siècle, dont les hauts-reliefs du panneau central représentant l'Adoration des mages sont attribués à Gil de Siloé, une scène de genre de Pedro Berruguete, montrant des médecins affairés autour d'un malade, et enfin une Vierge à l'Enfant (La Vierge du Livre) attribuée à Jan van Eyck. Une splendide croix processionnelle ouvragée témoigne de la virtuosité des orfèvres de Calahorra au XVIe siècle.
L'orgue de Covarrubias est l'un des instruments les plus célèbres de toute l'Espagne.

## Mairie
La mairie de Covarrubias est du parti Ciudadanos depuis 2019, avec le maire Millán Víctor Bermejo Barbadillo.